# Ditrichum elatum
Ditrichum elatum är en bladmossart som beskrevs av Kindberg 1897. Ditrichum elatum ingår i släktet grusmossor, och familjen Ditrichaceae. Inga underarter finns listade i Catalogue of Life.